# Dmytro Cymbaluk
Dmytro Ołeksandrowycz Cymbaluk (ukr. Дмитро Олександрович Цимбалюк; ur. 19 grudnia 1991) – ukraiński zapaśnik startujący w stylu klasycznym. Piąty na mistrzostwach świata w 2017. Brązowy medalista mistrzostw Europy w 2016. Wicemistrz Europy juniorów z 2010 roku.